# Щав'єво
Щав'єво (рос. Щавьево) — присілок в Палехському районі Івановської області Російської Федерації.
Населення становить 14 осіб. Входить до складу муніципального утворення Майдаковське сільське поселення.

## Історія
Від 2005 року входить до складу муніципального утворення Майдаковське сільське поселення.

## Населення
| 2010 |
| ---- |
| 14   |